# Ciprian Brata
Ciprian Brata (n. 24 martie 1991, Satu Mare, România) este un fotbalist român, care joacă pe post de mijlocaș la FC Recea. Pe plan internațional, are prezențe la națională pentru România Sub-21.
A jucat în prima ligă românească la Pandurii Târgu Jiu, FC Brașov, CS Turnu Severin, Corona Brașov și FC Botoșani.

## Legături externe
- Profil la romaniansoccer.ro
- Profilul lui Ciprian Brata pe Soccerway
- Ciprian Brata pe transfermarkt.de